# Alhacén

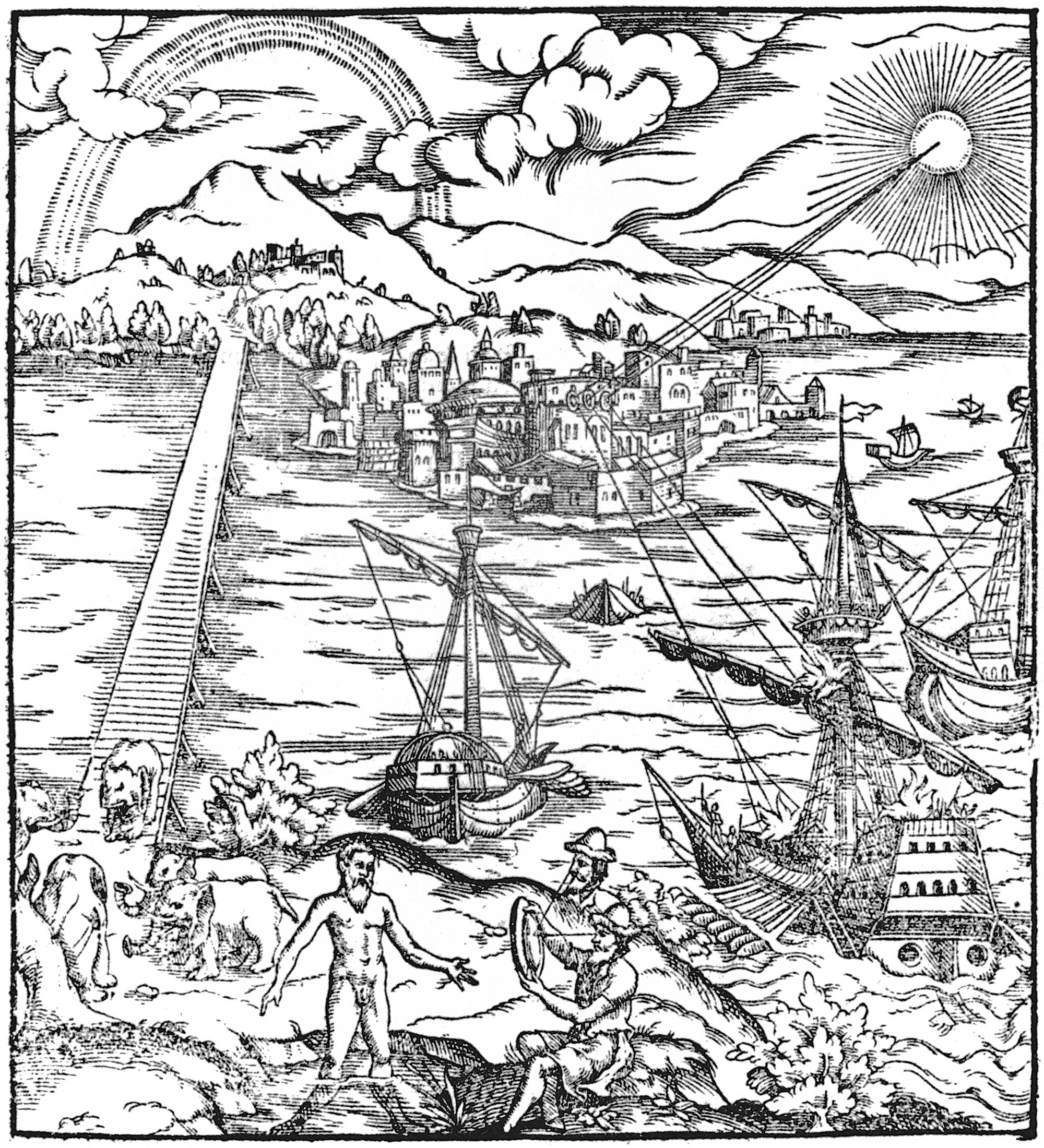
Portada del Opticae Thesaurus, primera traducción al latín del Libro de Óptica de Alhacén. La ilustración incorpora muchos fenómenos ópticos, incluyendo efectos de perspectiva, el arco iris, espejos, y la refracción.

Abū ‘Alī al-Hasan ibn al-Hasan ibn al-Háytham (en árabe: أبو علي الحسن بن الحسن بن الهيثم; Basora, Emirato Buyí, actual Irak, 1 de julio del 965-El Cairo, Califato Fatimí, actual, Egipto, 6 de marzo del 1040), llamado en Occidente Alhazen o Alhacén, fue un matemático, y físico árabe musulmán de la Edad de Oro del islam, y experto en astronomía. Además de ser considerado el creador del método científico, realizó importantes contribuciones a los principios de la óptica y a la concepción de los experimentos científicos.
Nacido en Basora, pasó la mayor parte de su vida productiva en El Cairo, la capital fatimí, y se ganaba la vida escribiendo tratados y dando clases a miembros de la nobleza. Alhacén recibe a veces el sobrenombre de al-Baṣrī por su lugar de nacimiento, o al-Miṣrī («el egipcio»). Abu'l-Hasan Bayhaqi apodó a Alhacén «el segundo Ptolomeo» y John Peckham lo llamaba «el físico». 
Alhacén allanó el camino a la ciencia moderna de la óptica física. Conocido como «el padre de la óptica moderna», realizó importantes contribuciones a los principios de la óptica y la percepción visual en particular. Su obra más influyente se titula Kitāb al-Manāẓir (árabe: كتاب المناظر, «Libro de óptica»), escrita entre 1011 y 1021, que ha sobrevivido en una edición en latín. Las obras de Alhacén fueron citadas con frecuencia durante la revolución científica por Isaac Newton, Johannes Kepler, Christiaan Huygens y Galileo Galilei.
Alhacén fue el primero en explicar correctamente la teoría de la visión y en argumentar que ésta se produce en el cerebro, señalando las observaciones de que es subjetiva y se ve afectada por la experiencia personal. También enunció el principio del tiempo mínimo de refracción, que posteriormente se convertiría en el principio de Fermat. Hizo importantes aportaciones a la catóptrica y la dioptrica al estudiar la reflexión, la refracción y la naturaleza de las imágenes formadas por los rayos de luz. Alhacén fue uno de los primeros defensores del concepto de que una hipótesis debe apoyarse en experimentos basados en procedimientos confirmables o en razonamientos matemáticos—un pionero del método científico cinco siglos antes que los científicos renacentistas. Por ello, a veces se le describe como el «primer científico verdadero» del mundo. También fue un polímata que escribió sobre filosofía, teología y medicina.

## Biografía
Por su lugar de nacimiento –Basora, en el actual Irak, que era entonces parte del Emirato Buyí– se le llama también Al-Basri. El gran pensador Ibn al-Haytham (Alhazen) nació hacia el año 965, en una familia árabe.
Alhazen llegó a El Cairo bajo el reinado del califa fatimí Al-Hákim, un mecenas de las ciencias que estaba particularmente interesado en la astronomía. Se propuso al califa un proyecto hidráulico para mejorar la regulación de las crecidas del Nilo, una tarea que llevó a pensar en un primer intento para la construcción de una represa en el actual sitio de la presa de Asuán, pero más tarde su trabajo de campo le convenció de la imposibilidad técnica de esta tarea. Alhazen continuó viviendo en El Cairo, en el barrio de la famosa Universidad de al-Azhar, hasta su muerte en 1040. La leyenda cuenta que después de decidir que la represa no era realizable, y temiendo la ira del califa, Alhazen fingió locura y se mantuvo bajo arresto domiciliario desde 1011 hasta la muerte de Al-Hákim en 1021. Durante este tiempo, escribió su influyente Libro de Óptica en siete volúmenes, y continuó redactando nuevos tratados sobre astronomía, geometría, teoría de números, óptica y filosofía natural.
Entre sus estudiantes estuvieron Sorkhab (Sohrab), un persa de Semnan que fue su alumno por más de tres años, y Abu al-Wafa Mubashir ibn Fatek, un príncipe egipcio que aprendió matemáticas de Alhazen.

## Obra

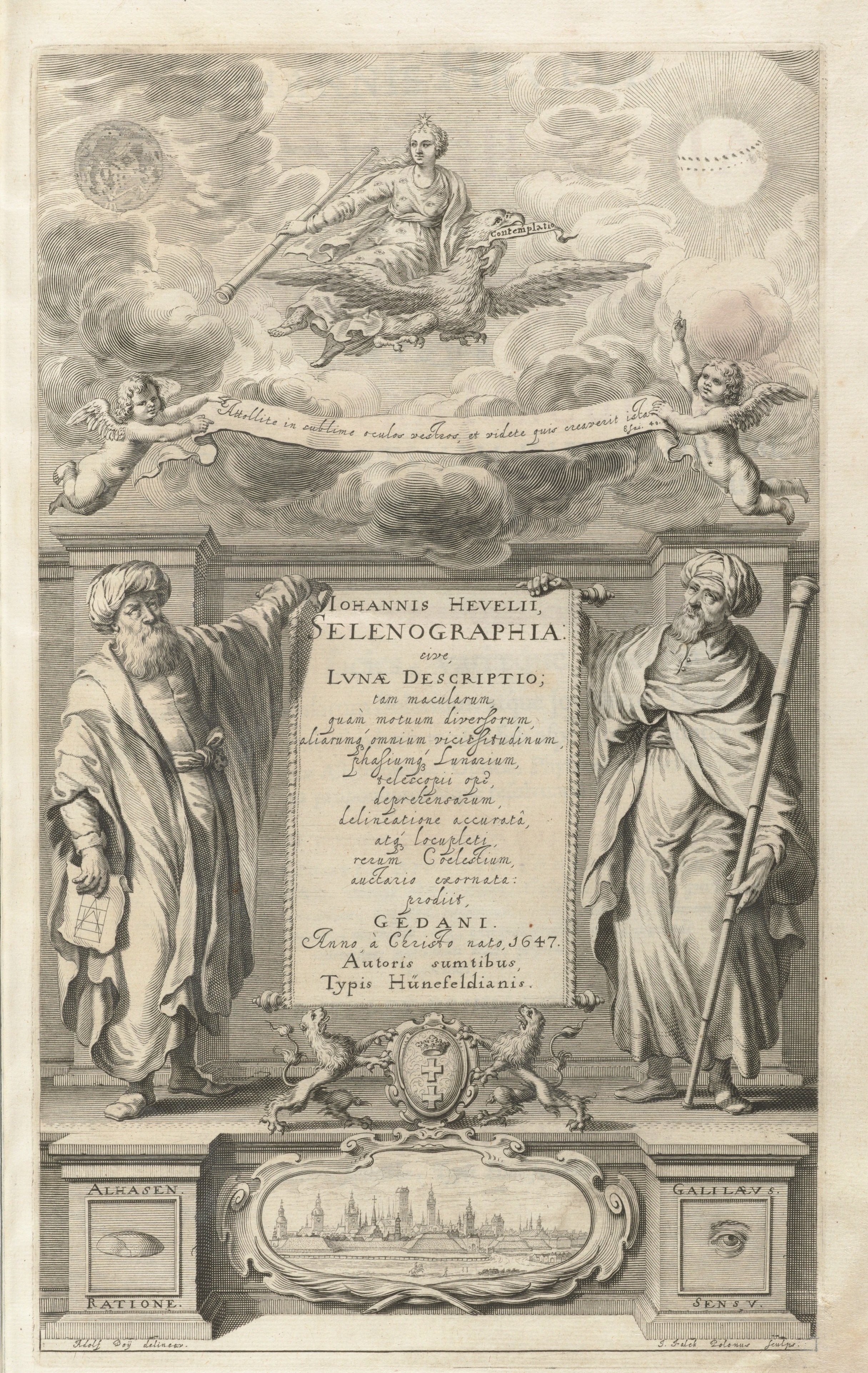
La Selenographia de Johannes Hevelius, mostrando a Alhasen (sic) representando la razón, y a Galileo representando los sentidos.

### Óptica
Se le considera «el padre de la óptica» por sus trabajos y experimentos con lentes, espejos, reflexión y refracción. Estudió a fondo la anatomía del ojo, lo que le llevó a desechar la llamada teoría de la emisión o extromisión, en la que creyeron grandes pensadores como Platón y Ptolomeo, así como el gran médico del siglo II Galeno. Según esta teoría, los ojos resultaban activos y disparaban partículas infinitamente rápidas que iluminaban todo lo que había en el entorno y por eso era posible la visión. Demostró que toda la luz natural procede del Sol, viaja en línea recta y crea imágenes al llegar a nuestros ojos. Además inventó la cámara estenopeica.
Escribió el primer tratado amplio sobre lentes, donde describe la imagen formada en la retina humana debido al cristalino.
Su obra principal, Kitab al-Manazir (Libro de Óptica) era conocido en las sociedades del Mundo Islámico principalmente, pero no exclusivamente. A través de los comentarios del siglo XIII de Kamal al-Din al-Farsi, titulados Tanqīḥ al-Manazir li-dhawī l-absar wa l-baṣā'ir. En Al-Ándalus fue utilizado por el príncipe de la dinastía de los Banu Hud de Zaragoza al-Mu'taman ibn Hud, autor de un texto matemático importante del siglo XI. Una traducción latina del Kitab al-Manazir se hizo probablemente a finales del siglo XII o a principios del XIII. Esta traducción fue leída e influyó en gran medida en una serie de estudiosos de la Europa católica, incluyendo a: Roger Bacon, Roberto Grosseteste, Witelo, Giovanni Battista della Porta, Leonardo Da Vinci, Galileo Galilei, Christiaan Huygens, René Descartes, y Johannes Kepler.Una primera edición impresa en latín de El Libro de la Óptica fue editada en la ciudad suiza de Basilea en 1572 siendo el editor el matemático alemán Friedrich Risner.
Su investigación en catóptrica (el estudio de los sistemas ópticos que utilizan espejos) se centró en espejos esféricos y parabólicos y en la aberración esférica. Hizo la observación de que la relación entre el ángulo de incidencia y de refracción no permanece constante, e investigó el aumento de potencia de una lente.
Alhazen es considerado uno de los físicos más importantes de la Edad Media. Sus trabajos fundamentales se refirieron a la óptica geométrica, campo en el que, al contrario que Ptolomeo, defendía la hipótesis de que la luz procedía del Sol y que los objetos que no poseen luz propia lo único que hacían era reflejarla, gracias a lo cual es posible verlos.
Llevó a cabo también diversos estudios referidos a la reflexión y la refracción de la luz, al origen del arco iris y al empleo de las lentes, a través de la denominada cámara oscura. Asimismo, defendió la idea de la finitud del espesor de la atmósfera terrestre y al observar la forma en que la luz del Sol se difractaba a través de la atmósfera, pudo calcular una estimación bastante buena para la altura de la atmósfera, que encontró en unos 100 km.
Problema de Alhacén
Su trabajo sobre catóptrica también contiene la cuestión conocida como el "problema de Alhacén", que consiste en determinar el punto de un espejo esférico donde se refleja una fuente de luz para un observador dado.
Mientras tanto, en el mundo islámico, su trabajo influyó en los escritos de Averroes sobre óptica.

### Astronomía
Escribió en el siglo XI unas Dudas sobre Ptolomeo, donde discrepaba del sabio griego porque el epiciclo sobre deferente daba a los astros, cuerpos simples, un movimiento que no era realmente una simple circunferencia, mientras que el ecuante hacía que sus movimientos no fuesen realmente uniformes. Además, señalaba que estas licencias falsas eran señal de que Ptolomeo no había dado con la verdadera constitución del mundo, por más que sus modelos imitasen aceptablemente las apariencias.

### Matemáticas
En matemáticas, Alhazen partió de las obras matemáticas de Euclides y Thábit ibn Qurra y trabajó en "los inicios de la relación entre el álgebra y la geometría".
Desarrolló una fórmula para sumar los primeros 100 números naturales, utilizando una prueba geométrica para justificarla.

#### Geometría

Las lúnulas de Alhacén. Las dos lunas de color azul suman un área igual a la del triángulo de color verde de la derecha.

Alhazen exploró lo que hoy se conoce como el postulado euclidiano de las paralelas (el quinto postulado de los Elementos de Euclides), usando una prueba por reducción al absurdo, e introdujo de forma efectiva el concepto de movimiento en geometría. Formuló el cuadrilátero de Lambert, que Boris Abramovich Rozenfeld denominó el "cuadrilátero de Ibn al-Haytham-Lambert". Sus teoremas sobre cuadriláteros, incluyendo el cuadrilátero de Lambert, fueron los primeros teoremas en la geometría elíptica y en la geometría hiperbólica. Estos teoremas, junto con sus postulados alternativos, como el axioma de Playfair, pueden ser vistos como el comienzo de la geometría no euclidiana. Su trabajo tuvo una influencia considerable entre los geómetras persas posteriores Omar Jayam y Nasir al-Din al-Tusi, y los geómetras europeos Witelo, Gersónides y Alfonso de Valladolid.
En geometría elemental, Alhazen trató de resolver el problema de la cuadratura del círculo utilizando el área de las lúnulas (formas de media luna), pero más tarde renunció a esta tarea imposible. Las dos lunas formadas a partir de un triángulo rectángulo erigiendo un semicírculo en cada uno de los lados del triángulo, hacia el interior de la hipotenusa y hacia afuera de los otros dos lados, son conocidas como las lunas de Alhacén (y también como lúnulas de Hipócrates); tienen la misma área total que el propio triángulo.

#### Teoría de números
Las contribuciones de Alhacén a la teoría de números incluyen su trabajo sobre los números perfectos. En su Análisis y Síntesis, puede haber sido el primero en afirmar que todo número par perfecto es de la forma 2n−1(2n − 1) donde 2n − 1 es primo, pero no fue capaz de justificar este resultado, que Leonhard Euler demostró más tarde que en el siglo XVIII.
Alhazen resolvió problemas que involucran congruencias utilizando lo que ahora se llama el teorema de Wilson. En su Opúsculo, Alhazen considera la solución de un sistema de congruencias, y proporciona dos métodos generales de resolución. Su primer método, el método canónico, involucra el teorema de Wilson, mientras que su segundo método implicaba una versión del teorema chino del resto.

#### Cálculo
Alhazen descubrió la fórmula de la suma de la cuarta potencia, utilizando un método que podría usarse generalmente para determinar la suma de cualquier potencia integral. Usó esto para encontrar el volumen de un paraboloide. Podía encontrar la fórmula integral de cualquier polinomio sin haber desarrollado una fórmula general.

## Reconocimientos
- El cráter lunar Alhazen lleva este nombre en su honor.
- Un billete de Irak muestra la efigie del sabio.
- El asteroide (59239) Alhazen también fue nombrado en su honor.
- La UNESCO declaró 2015 el Año Internacional de la Luz y las Tecnologías Basadas en la Luz. Entre otras cosas, incluía la celebración de los logros de Ibn al-Haytham en la óptica y la astronomía; y una campaña internacional, creada por la organización 1001 Invenciones' (titulada "1001 Invenciones y el Mundo de Ibn al-Haytham") con una serie de exhibiciones interactivas, talleres y espectáculos en vivo sobre su trabajo asociada con centros científicos, festivales de ciencia, museos e instituciones educativas, así como con las plataformas digitales y con medios de comunicación social.[49]
- El sitio web de la UNESCO[50] incluye información sobre La edad de oro de la ciencia árabe.